# Augsdorf
Augsdorf là một đô thị thuộc huyện Mansfeld-Südharz, Sachsen-Anhalt, Đức. Đô thị Augsdorf có diện tích 4,51 km², dân số thời điểm ngày 31 tháng 12 năm 2006 là 589 người.